# PHF21A
La proteína 21A con dedos PHD (PHF21A) es una proteína codificada en humanos por el gen PHF21A.
La proteína PHF21A es un componente de un complejo BRAF35/histona deacetilasa (BHC) que media en la represión de genes específicos de neurona, a través de un elementos cis-regulador conocido como elemento represor 1 (RE1) o silenciador restrictivo neural (NRS).

## Interacciones
La proteína PHF21A ha demostrado ser capaz de interaccionar con:
- HMG20B[2][4]
- HDAC1[2][4]
- HDAC2[2][4][5]
- RCOR1[2][4]